# I vincitori
I vincitori (The Victors) è un film del 1963 diretto da Carl Foreman.
Il film, il cui regista è anche produttore e sceneggiatore, ebbe una candidatura ai Golden Globe nel 1964 per il miglior attore debuttante (Peter Fonda).

## Trama
Le vicende di un gruppo di soldati statunitensi durante la seconda guerra mondiale, dallo sbarco in Sicilia fino alla fine della guerra.

## Critica
«Film bellico vecchio stile ma rigoroso... Nonostante... qualche schematismo il discorso funziona. Ricco ed efficace il cast.» **½ 

## Riconoscimenti
- Golden Globe
  - Golden Globe per il miglior attore debuttante a Peter Fonda

## Produzione
Alcune scene del film furono girate in Italia, nel comune di Campagna, nel Salernitano. Difatti si riconoscono in alcune riprese le stradine del centro storico e la centralissima Piazza Melchiorre Guerriero.
inizialmente per la parte di Chase venne contattato Steve McQueen,che però rifiutò in ruolo preferendogli la parte di Hilts nel film "la grande fuga", ruolo che lo rese una star, alla fine la parte andò a George Peppard.